# Robert Glasper

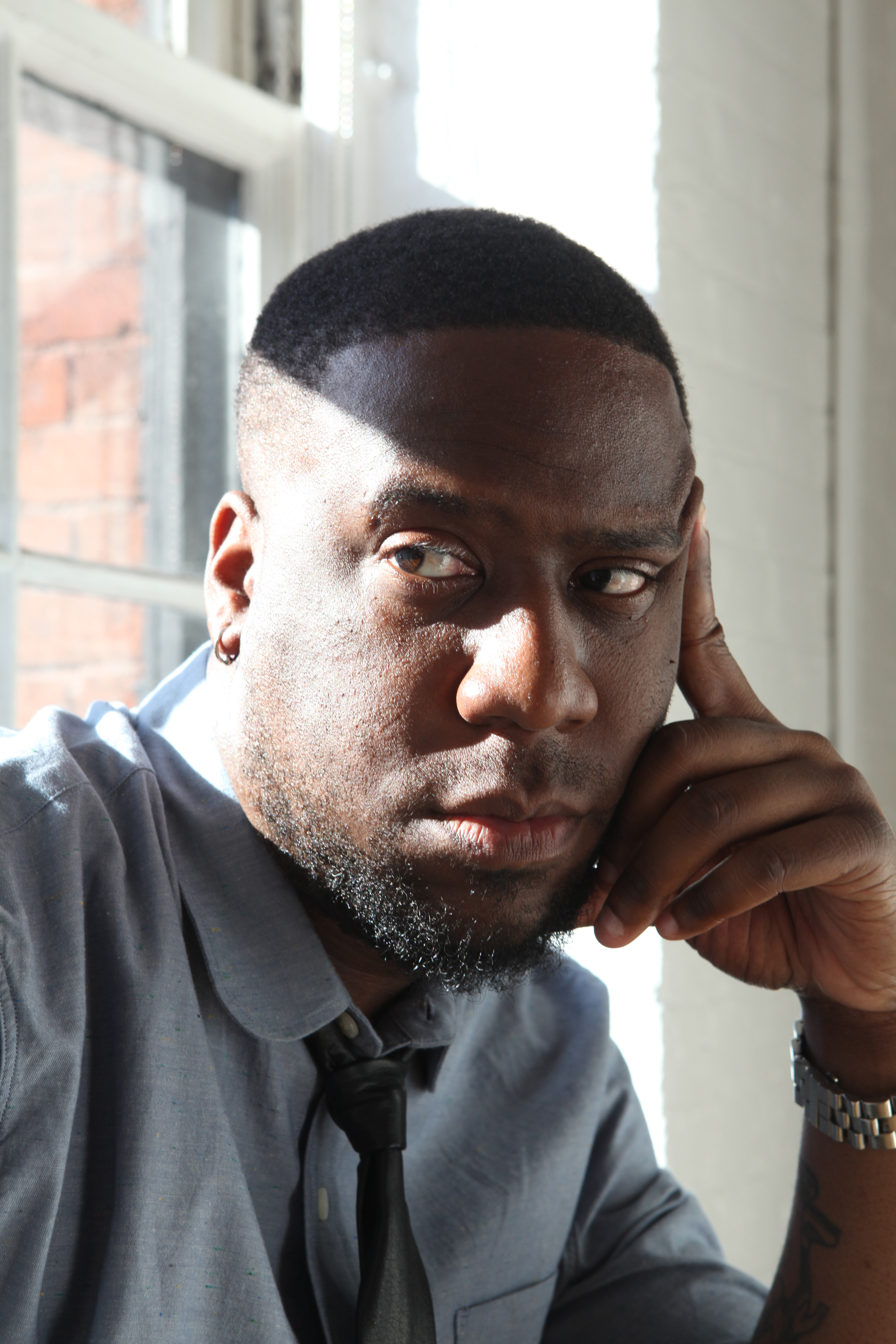
Robert Glasper (2013)

Robert Glasper (* 5. April 1978 in Houston, Texas) ist ein US-amerikanischer Jazz-Pianist. 

## Leben und Wirken
Glasper wurde musikalisch stark durch seine Mutter geprägt, die Gospelsängerin war, aber auch eine Band leitete und mit ihr in den regionalen Blues- und Jazzclubs auftrat. Im Alter von zwölf Jahren spielte er erstmals in der Kirche Piano. Er besuchte die renommierte High School for the Performing and Visual Arts in Houston, bevor er nach New York zog, um dort an der Universität The New School zu studieren. Noch als Student spielte er mit Christian McBride, Kenny Garrett und Russell Malone. Anschließend arbeitete er mit Roy Hargrove, Carmen Lundy und Terence Blanchard (Bounce, 2003). Im Jahr 2004 veröffentlichte er sein Debütalbum Mood, welchem ein Jahr später das erste Album auf dem Majorlabel Blue Note Records, Canvas, folgte. Seine Mutter und ihr zweiter Ehemann wurden 2004 Opfer eines Mordes. Die Musik brachte ihn darüber hinweg, sagte er im Interview, er habe seine Trauer am Piano ausgelebt. 2007 erschien sein drittes Album In My Element.
Glasper wurde auch durch Hip-Hop beeinflusst; daher kam es zu einer Zusammenarbeit mit Künstlern dieser Musikrichtung, darunter Bilal, Mos Def, Common, Talib Kweli, Slum Village, Jay-Z, J Dilla sowie Erykah Badu. Zusätzlich zu seinem Jazztrio tritt er auch gemeinsam mit Derrick Hodge, Chris Dave und Casey Benjamin unter dem Namen The Robert Glasper Experiment in Erscheinung, wo er mit der Fusion aus Jazz und Hip-Hop experimentiert. Glasper arbeitete außerdem mit Laïka Fatien, Jeremy Pelt, Marcus Strickland und Jaleel Shaw. Unterstützt durch Erykah Badu, Stevie Wonder und weitere Prominenz reinterpretierte er 2016 (unterstützt durch Samples von Miles Davis) Songs von Davis.

## Preise und Auszeichnungen
2012 erhielt er den Rising Star Award als Jazzmusiker des Jahres in den Down Beat Kritikerpolls und 2013 wurde das Album Black Radio mit dem Grammy Award for Best R&B Album ausgezeichnet. Einen weiteren Grammy brachte 2015 das Album Jesus Experiment in der Kategorie Best Traditional R&B Performance.

## Diskografische Hinweise
- Mood (Fresh Sound/New Talent, 2004; aufgenommen 2002)
- Canvas (Blue Note, 2005)
- In My Element (Blue Note, 2007)
- Double Booked (Blue Note, 2009)
- Black Radio (Blue Note, 2012)
- Black Radio Recovered: The Remix EP (Blue Note, 2012)
- Black Radio 2 (Blue Note, 2013)
- Covered, Recorded Live at Capitol Studios (Blue Note, 2015)[7]
- Robert Glasper/Miles Davis: Everything's Beautiful (Columbia/Legacy, 2016)[8]
- ArtScience (Blue Note, 2016)[9]
- Robert Glasper x Kaytranada – The ArtScience Remixes (Blue Note, 2018)
- Collagically Speaking (Blute Note, 2018) mit R+R=NOW mit Christian Scott aTunde Adjuah, Terrace Martin, Taylor McFerrin, Derrick Hodge, Justin Tyson sowie Omari Hardwick
- Fuck Yo Feelings (Loma Vista Recordings, 2019)[10]
- R+R=NOW Live (Blue Note, 2021; rec. 10/2018), mit Christian Scott aTunde Adjuah, Terrace Martin, Taylor McFerrin, Derrick Hodge, Justin Tyson sowie Omari Hardwick[11]
- Black Radio 3 (Loma Vista Recordings, 2022)[12]
- Dinner Party (Empire, 2022), mit Terrace Martin, 9th Wonder & Kamasi Washington

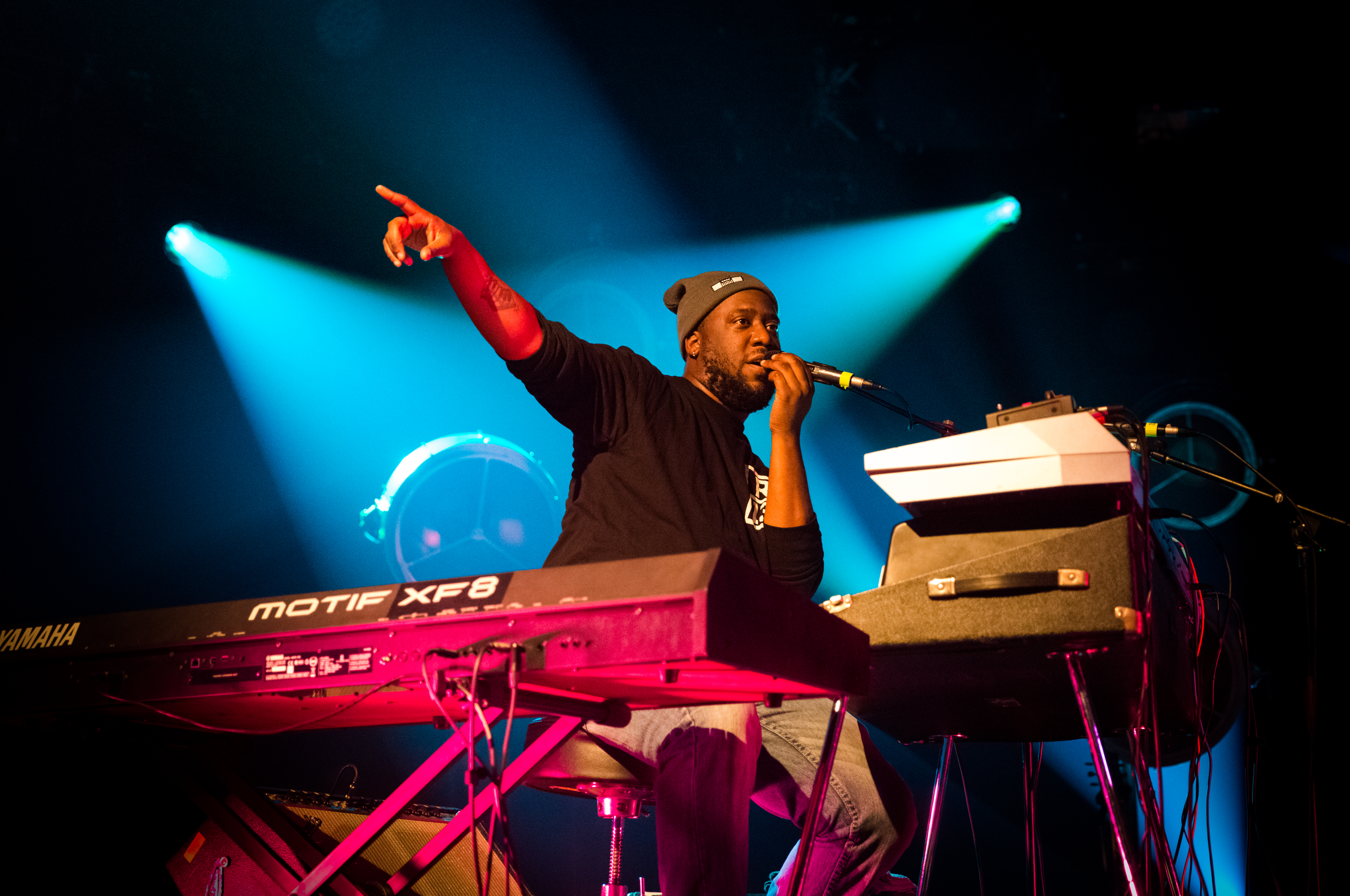
Robert Glasper (Leverkusener Jazztage 2016)